# 밀드레드 클린턴
밀드레드 클린턴(Mildred Clinton, 1914년 11월 2일 ~ 2010년 12월 18일)은 미국의 배우, 텔레비전 배우, 영화배우, 연극 배우이다.
브루클린에서 태어났으며 뉴욕에서 사망하였다.

## 영화
- 썸머 오브 샘 (1999년)
- 커뮤니언 (1976년)
- 형사 서피코 (1973년)
- 보리수 2 (1958년)